# Floruit
Floruit (ofte forkortet fl. eller flor.) er et latinsk ord som angiver et tidspunkt, hvor en person, (skole, bevægelse eller art) levede eller blomstrede.
Flōruit er tredjeperson entel perfektum aktiv indikativ af det latinske verbum flōreō, flōrēre "at blomstre", fra navneordet flōs, flōris, "blomst". Floruit bruges inden for slægtsforskning og historie, hvis fødselsår og dødsår ikke er kendt, og angiver et tidspunkt, hvor en person i det mindste levede. Hvis Peter Petersens fødsels- og dødsår er ukendt, men at han blev gift i 1555 og udgav en bog i 1578, kan man skrive 'Peter Petersen (fl. 1555-1578)'.